# Gilletinus corrugatus
Gilletinus corrugatus es una especie de coleóptero de la familia Geotrupidae.

## Distribución geográfica
Habita en Queensland (Australia).